# Matilde de Baviera

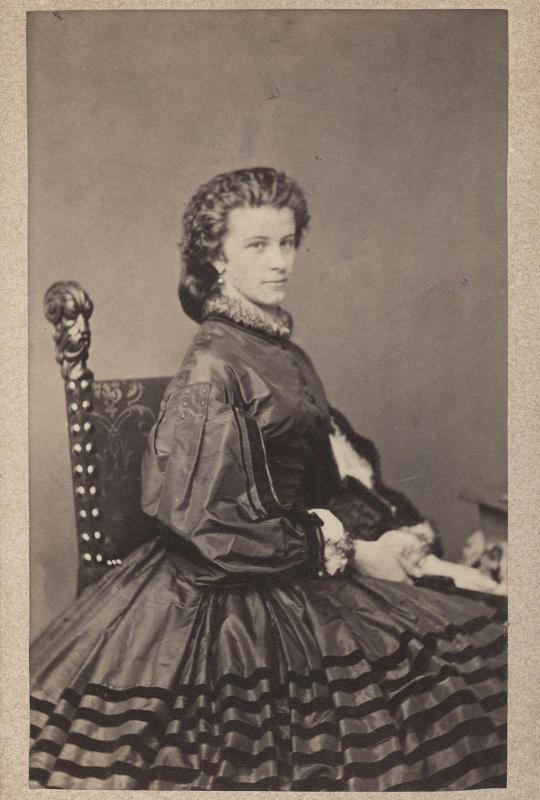
La duquessa Matilde de Baviera, princesa de les Dues Sicílies

Matilde de Baviera, princesa de les Dues Sicílies (Possenhofen 1843 - Múnic 1925). Duquessa a Baviera amb el tractament d'altesa reial que contragué matrimoni en el si de la família reial de les Dues Sicílies.

## Biografia
Nascuda a la propietat rural de Possenhofen, a la riba de llac Stanberg, a Baviera, el dia 30 de setembre de 1843, sent filla del duc Maximilià de Baviera i de la princesa Lluïsa de Baviera. Neta per via paterna del duc Pius de Baviera i de la princesa Amàlia d'Arenberg i per via materna del rei Maximilià I Josep de Baviera i de la princesa Carolina de Baden.
Educada entre Múnic i la propietat rural de Possenhofen, on nasqué, visqué entremig de les excentricitats de la família reial de Baviera i molt especialment del seu cosí, el rei Lluís II de Baviera.
El dia 5 de juny de 1861 contragué matrimoni a Múnic amb el príncep Lluís de Borbó-Dues Sicílies creat comte de Trani. Lluís era fill del rei Ferran II de les Dues Sicílies i de l'arxiduquessa Maria Teresa d'Àustria. La parella tingué una única filla:
- SAR la princesa Maria Teresa de Borbó-Dues Sicílies, nada a Zúric el 1867 i morta a Canes el 1909. Contragué matrimoni amb el príncep Guillem de Hohenzollern-Sigmaringen.

La unió entre Matilde i el comte de Trani responia a una doble unió matrimonial entre membres de la Casa reial de Baviera i de la Casa de les Dues Sicílies. L'any 1859 contragueren matrimoni el rei Francesc II de les Dues Sicílies i la duquessa Maria Sofia de Baviera i dos anys després s'unien Matilde i Lluís. La unió era doblement interessant per la vinculació que suposaria amb una important potència europea del moment com era l'Imperi Austríac, ja que Matilde i Sofia eren germanes de l'emperadriu Elisabet d'Àustria.
Matilde morí el dia 18 de juny de 1925, quaranta anys després que el seu marit i setze després de la seva filla.